# 吉村功成
吉村功成（よしむら ことり、1965年3月23日 - ）は長崎県生まれのゲームクリエイター・プログラマー。改名前の名前は吉村功成（よしむら かつのり ※同字異音）。通称うるにゃん(urdcat)。

## 概要
テクノソフトの創業時メンバーであり、在職時にサンダーフォース、プラズマラインなどを生み出す。
1985年8月にテクノソフトを退社し、同11月11日にアルシスソフトウェアの創業役員となる。ここでもスタークルーザー等の作品を残す。アルシスソフトウェアはサイバーヘッドへの社名変更を経て2001年に倒産するが、当人は故あって倒産直前に社長と縁を切り、離脱したと語っている。
2001年末にはトレジャーに入社。この頃スタークルーザー復活プロジェクトの立ち上げを宣言したが、2002年10月頃には解雇予告を受ける。会社に居ても暇だったから小説を作っていたと後に語った。
トレジャーから解雇された後、同年末にはペガシスに入社。「今の時代の企業によるゲーム制作には向いていないと判断した」と後に語った。
ペガシスでは、MPEG，DVD関連のソフトウェア開発に従事。アセンブリ言語を用いたプログラミングの豊富な経験を生かし、Pentium 4のアセンブリレベルでの高速化を担当。一方、スタークルーザー復活プロジェクトはいつの間にか趣味扱いになっていたが、開発スタッフの募集や会社に作品への要望を送るよう呼びかけるなど活動は行っていた。
2005年春、過眠症などの体調不良により勤怠状況が悪化する。その改善を図る中で性同一性障害(GID)である事を告白、極部分的ではあるものの半陰陽でもあるとも公言し、周囲を驚かせた。その後、勤怠状況は一時的に改善するも同年7月には再度悪化したために退職を余儀なくされた。
ペガシス退社後、一年後を目処に法人化を目指して神楽坂ソフトウェア工房を立ち上げるが軌道に乗らず、2006年9月マインドウェアに入社。その後2008年10月末に解雇されている。
2008年12月から、別のゲーム制作会社へ入社。

## 代表作
- サンダーフォース
- プラズマライン
- スタークルーザー
- ナイトアームズ